# Де Хан, Эрик
Эрик де Хан (нидерл. Erik de Haan; родился 15 мая 1964 года, Амстердам) — нидерландский футболист, вратарь. Выступал за «Телстар» и МВВ. В настоящее время работает тренером вратарей в клубе РКВВ Бест Ворёйт.

## Биография
Эрик де Хан родился 15 мая 1964 года в городе Амстердам. Карьеру футболиста он начинал в любительской команде НФК города Амстелвена.
В середине 1980-х Эрик был замечен скаутами амстердамского «Аякса». В клубе Де Хан выступал только за вторую команду «Аякса», а перед сезоном 1986/1987 был отдан в аренду «Телстару», который на тот момент выступал в первом дивизионе.
За «Телстар» он успел сыграть девять матчей, однако в начале 1987 года вернулся обратно в «Аякс», где выполнял роль дублёра Стэнли Мензо, в том числе в мартовских матчах Кубка обладателей кубков УЕФА против шведского «Мальмё».
В 1988 году Де Хан перешёл в клуб МВВ. Дебют Эрика в чемпионате Нидерландов состоялся 20 августа в матче против «Харлема», завершившемся вничью 1:1. На протяжении нескольких сезонов он был основным вратарём в команде, но в сезоне 1991/1992 Эрик уступил своё место нигерийскому голкиперу Аллою Агу. Летом 1992 года Де Хан отправился в Бельгию выступать за клуб «Патро Эйсден» из Маасмехелена. После сезона 1993/1994 он завершил игровую карьеру.